# Mikroskopet
Mikroskopet (Microscopium) er et stjernebillede på den sydlige himmelkugle.